# Parroquia Zuata
La parroquia Zuata está situada en el municipio José Félix Ribas del estado Aragua, cuenta con una población aproximada de 30.000 habitantes, en una extensión de 65.839.500.000 m², 12 centros poblados: San José, Los Budares, El Castaño, Primitivo de Jesús, La Ceiba, Mamón-Mijao, La Julia, El Valle de Narate, El Rodeo, Bello Monte, Zuata y Punta del Monte. 

## Historia
Fue fundada en el siglo XIX como parroquia de Nuestra Señora de la Candelaria y después durante la reforma del ordenamiento territorial de 1989 fue nombrada parroquia foránea Zuata, además dentro de ella se encuentra el embalse de Zuata obra realizada durante la primera mitad del siglo XX para suplir el riego de las zonas agrícolas del valle del río Aragua. En ella cohabitan una diversidad de personas en su gran mayoría migrantes de otras regiones del país y del estado,también existe una gran producción de distintos rubros agrícolas en torno a la margen del embalse de Zuata, donde pueden producirse rubros como el mango, tomates, ají dulce, pimentón, carnes de aves, carne vacuna, carne porcina entre otros, hay también una herencia cultural autóctona con presencia de zona de petroglifos en la zona de las montañas que colindan con el municipio Zamora específicamente el valle del Tucutunemo, también se mantienen tradiciones ancestrales como el baile de la Llora que se celebra cada 2 de noviembre día de los muertos.

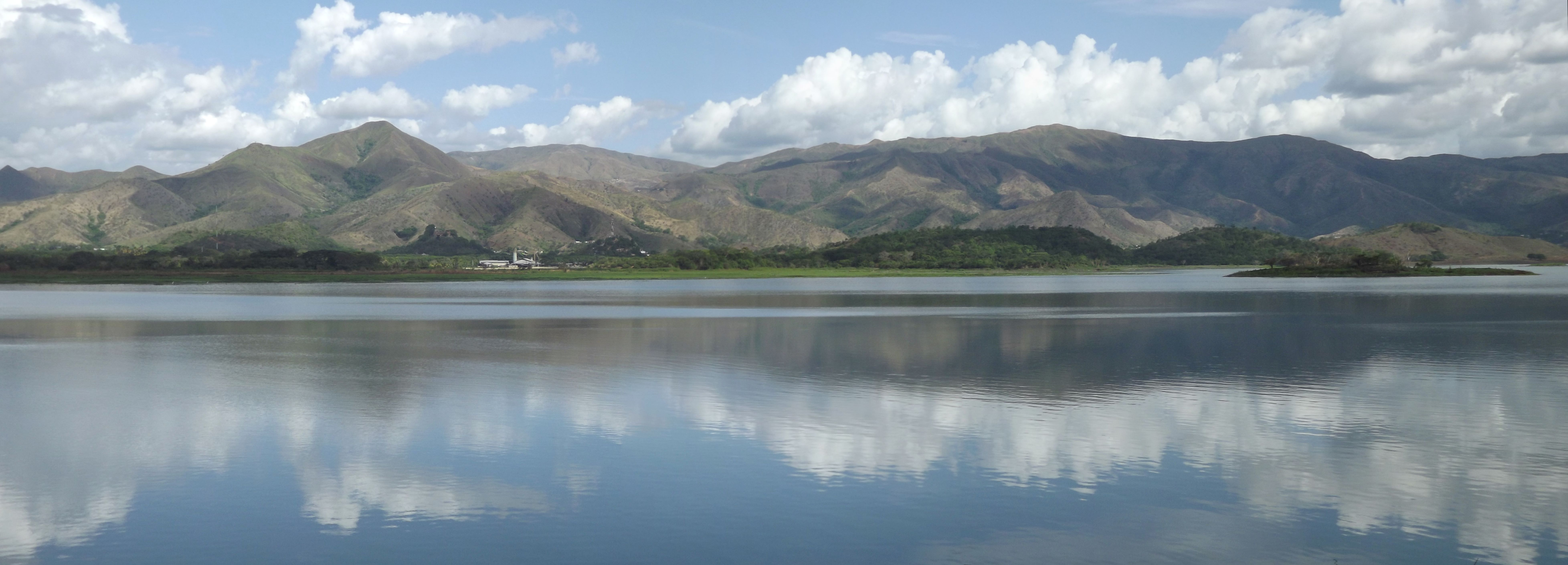
Espacios acuáticos en el Parque Agro-turístico de Zuata

Dentro de la parroquia existen varios niveles de autoridades: Prefectura de la parroquia Zuata, junta Parroquial, Consejos Comunales a su vez dependientes de las autoridades Municipales y Regionales: Alcaldía del municipio José Félix Ribas, Gobernación del estado Aragua, todos estos enmarcados dentro de los planes nacionales de desarrollo.
Cada 23 de octubre se celebra el nacimiento del "Rey de Zuata" quién popularizó la frase "Hay que vivir!!!", Posteriormente migró a la Big City (Caracas) para conquistarla